# Денисов, Сергей Геннадьевич
Денисов Сергей Геннадьевич (род. 1960) — российский художник, дизайнер. Член-корреспондент РАХ (2009). Заслуженный художник России (2013). 

## Биография
Денисов Сергей Геннадьевич родился 29 октября 1960 года. 
В 1982 году кончил МГХПА имени С. Г. Строганова (руководитель диплома Крылов А. П.)
Участник выставок с 1999 года.
Работает в области графического дизайна и актуального искусства.
Куратор многих крупных национальных и международных художественных проектов. Издатель книг и альбомов по современному искусству.
Постоянный участник Международных биеннале современного искусства, общероссийских и международных выставок.
Произведения представлены в отечественных и зарубежных музеях и галереях. Среди них: Российская государственная библиотека, Вологодская областная картинная галерея, Костромской государственный музей-заповедник, Ивановский областной художественный музей, Тульский музей изобразительных искусств, Национальная художественная галерея «Хазинэ» (Казань), библиотека Государственного Эрмитажа (Санкт-Петербург); Библиотека Пушкинского музея; Московский музей современного искусства; Собрание Российской академии художеств; Государственная Третьяковская галерея, Kolodzei Art Foundation, USA /Russia; Sahart Foundation, Maroc; The Harriman Institute of the Columbia University, USA; The New York Public Library, USA; The Library of the Congress of the USA; The Royal Mail Museum, UK; Fred Jon Jr. Museum of Art Oklahoma, USA.
Живёт и работает в Москве.

## Звания
- Член-корреспондент Российской академии художеств (Отделение дизайна, с 2009 года)
- Заслуженный художник Российской Федерации (2012)
- Член Московского Союза художников (1998)

## Произведения
- «Шлюзы» (полиптих из 6-и частей, х.м., 195х145 — каждая. 2013 г.);
- «Ремонт Земли» (Архстояние 2010 г., лэнд-арт проект);
- «4 пейзажа и 1 портрет» (полиптих: х.м., 50х70 — четыре части, одна часть — 195х145, фото — четыре части. 2014 г.);
- «Станция Второе Небо» (инвайронмент, 2007 г.);
- «Восточный синдром» (инсталляция: полиптих, х.м., 145х195 — три части, 20х30 – одна часть, видео. 2015 г.);
- «Made in Russia» (инсталляция: полиптих из семи частей х.м., 195х195 — каждая, видео. 2011 г.),
- «Tabularasa» (перформанс: цифровая печать на ткани 50х50х20 — сто частей, видео. 2017 г.);
- «Ментальное исчезновение» (инсталляция: триптих, х.м., акрил, 195х295 – каждая часть. 2019 г.),
- «MusiСow, GlueСow» (Парад Коров в Москве, 2005 г., пластик, акрил, лак),
- «АртКонституция» (иллюстрированная Конституция РФ, кураторский проект. 2003 г.).

## Общественная и педагогическая деятельность
- Преподаватель, председатель апелляционной комиссии КДДИ МГХПА им. С. Г. Строганова МГХПА им. С. Г. Строганова
- Первый вице-президент Творческого союза художников России (с 2017 года)[1]
- Член экспертного совета Межрегиональной академической выставки «ПРОТИВ ТЕЧЕНИЯ»
- Член совета по проведению международных научно-практических конференций «Искусство и власть»
- Член Оргкомитета международного выставочного проекта «Великий шёлковый путь. Янцзы-Волга-Дунай»
- Член экспертного совета по реализации программы поддержки молодых художников

## Государственные и общественные награды и премии
- Почётный знак МЧС России «За заслуги» (2003)
- Медаль «50 лет журналу «Гражданская защита» МЧС России (2006)
- Медаль «75 лет Гражданской обороне» (2007)
- Медаль «За пропаганду спасательного дела» (2007)
- Золотая медаль Творческого союз художников России (2009)
- Благодарность Министра Культуры Российской Федерации (2010)
- Гран-При «Дизайн упаковки», Общеевропейская выставка «Упаковка 2010»; Нюрнберг, Германия (2010)
- Медаль «15 лет МЧС России» (2010)
- Медаль «55 лет журналу «Гражданская защита» МЧС России (2011)
- Благодарность Губернатора Амурской области (2012)
- Благодарность Министра культуры Саратовской области (2014)
- Дипломы и грамоты Творческого союз художников России (2007-2019)
- Медаль Московского Союза художников «За заслуги в развитии изобразительного искусства» (2018)
- Лауреат Ежегодного международного конкурса «Образ книги» Федерального агентства по печати и массовым коммуникациям, в номинации «Книга художника», проект «Русский Букварь» (2018)

Награды Российской академии художеств
- Медаль «Достойному» РАХ (2003)
- Диплом РАХ (2003)
- Золотая медаль (2010)
- Премия им. И.Е. Репина РАХ и диплом I-ой степени (2012)
- Благодарности РАХ (2010, 2013, 2014, 2015)
- Медаль «Шувалов» РАХ (2015)
- Медаль «За заслуги перед Академией» РАХ (2018)